# 聖少女
聖少女（日语：聖少女，1974年—），是日本京都府京都市出身的男性遊戲開發者，從事成人遊戲相關原画和劇本等工作。

## 人物
1990年代當時還是高中生時就進入Active公司。首次參與開發的遊戲為《解謎老大》（クイズ番長），原先負責電子遊戲繪圖（CGデジタイズ），自《麻雀幻想曲》開始擔任原畫；經手《麻雀幻想曲》系列、《Bible Black》和《DISCIPLINE ～The record of a Crusade～》等在美少女遊戲市場大受歡迎，尤其《Bible Black》、《DISCIPLINE》改編成人動畫人氣亦不亞於原作。2004年11月Active解散，即投入現WillPlus的「Empress」品牌旗下。
作品偏好巨乳，《Bible Black》乃女性畫風轉捩點，從此注重寫實度，及至與鏡裕之合作《CLEAVAGE》後又傾向豐滿體態的描繪。

## 主要作品

### Active
- 《麻雀幻想曲》系列（『麻雀幻想曲』シリーズ，原画，臺灣天堂鳥資訊引進II、III）
  - 麻雀幻想曲
  - 麻雀幻想曲II
  - 麻雀幻想曲III
- 美少女特勤組（GUN BLAZE，原画，臺灣天堂鳥資訊引進）
- Angel Halö（原画）
- HEARTWORK（原作、原画）
- Bible Black（原画、劇本）
- DISCIPLINE ～The record of a Crusade～（原画、劇本）

### Empress
- 雙峰 CLEAVAGE（CLEAVAGE，原画，臺灣未來數位代理）
- STARLESS（企劃、原画、劇本）
- LEWDNESS 淫行（LEWDNESS -Vita sexualis-，原画、人物設計、監修，臺灣未來數位代理）
- DominancE （原画、人物設計）
- P/A 〜Potential Ability〜（原画）
- Closed GAME（原画、人物設計）
- Great Deceiver（原画、人物設計）
- （女性人物設計）
- SLEEPLESS 〜A Midsummer Night's Dream〜（原画、人物設計）

### 画集
- . . 1996-04-30. ISBN 978-4-8905-2956-8 （日语）.
- . . 2001-11-02. ISBN 978-4-7730-0432-8 （日语）.
- . . 2009-04-03. ISBN 978-4-8625-2550-5 （日语）.[5]
- . . 2002-11-02. ISBN 978-4-8961-3917-4 （日语）.
- . . 2005-10-07. ISBN 978-4-9251-4872-6 （日语）.
- . . 2011-11-19. ISBN 978-4-8643-6158-3 （日语）.
- . . 2012-10-27. ISBN 978-4-8637-9163-3 （日语）.
- . . 2012-11-28. ISBN 978-4-8643-6388-4 （日语）.
- . . 2013-11-01. ISBN 978-4-8643-6158-3 （日语）.
- . . 2014-12-17. ISBN 978-4-8637-9406-1 （日语）.
- . . 2015-11-30. ISBN 978-4-86436-826-1 （日语）.

## 外部連結
- AlexiPharmakon.（官方網站）